# شهرستان اویریئونگ
شهرستان اویریئونگ (به لاتین: Uiryeong County) یک منطقهٔ مسکونی در کره جنوبی است که در جئونسانگنام-دو واقع شده‌است. شهرستان اویریئونگ ۴۸۲٫۹۵ کیلومتر مربع مساحت و ۳۲٬۳۷۱ نفر جمعیت دارد.